# NGC 410
NGC 410 je galaksija u zviježđu Ribe.

## Vanjske poveznice
- SEDS: NGC 410